# 梅內門

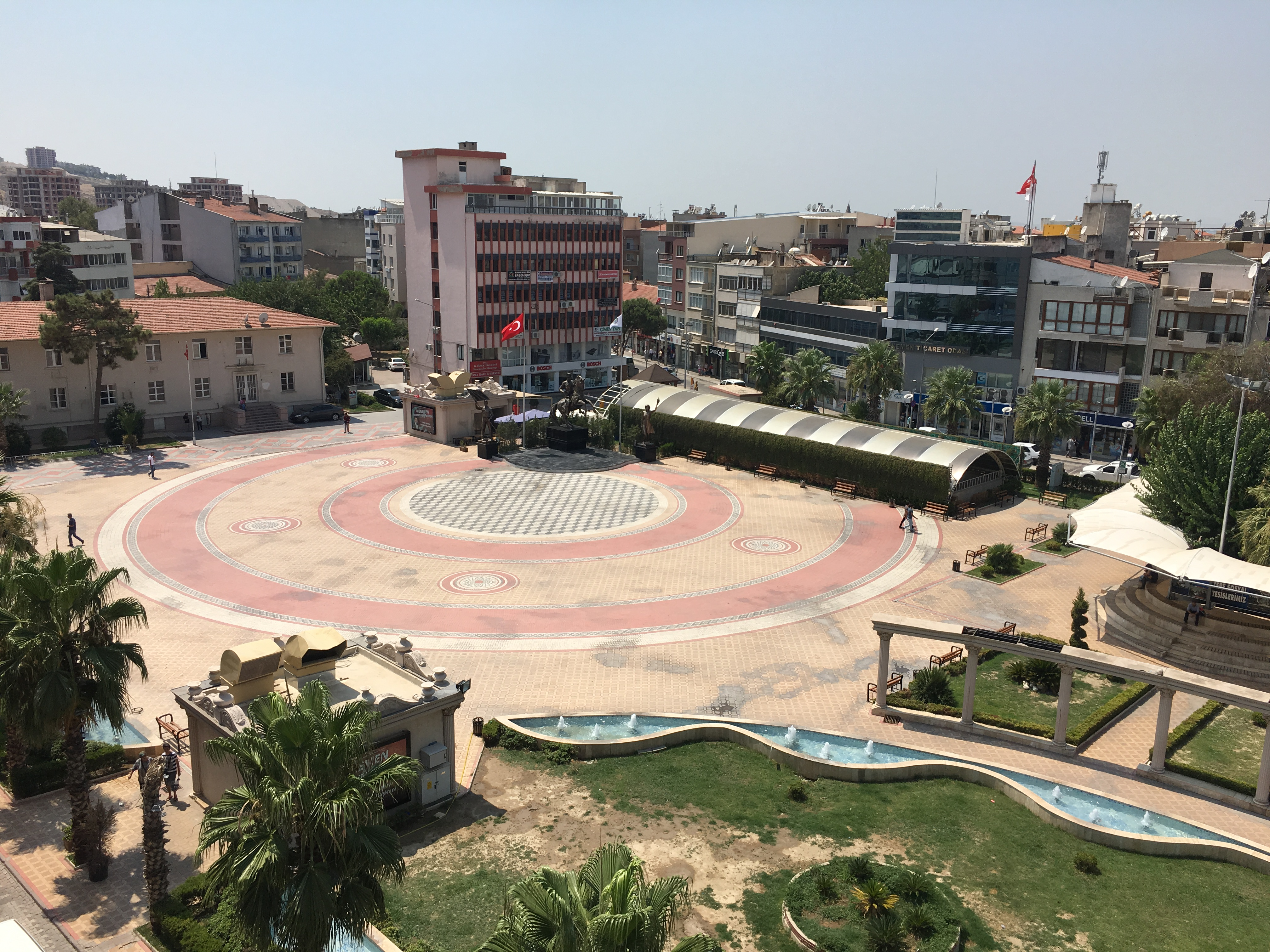
梅內門市中心的共和國廣場

梅內門（土耳其語：Menemen）為位於土耳其伊兹密尔省內的城市與行政區。其坐落在蓋迪茲河沖積而成的肥沃平原上。梅內門地區距離伊兹密尔市中心約35公里，東面則與马尼萨省接壤。儘管當地的皮革以及陶瓷產業興盛，且設有兩座專業的工業區生產並出口塑料產品，但梅內門的經濟在很大程度上仍依賴傳統的農業和畜牧業支撐。此外梅內門的教育水平程度頗高，行政區內的識字率達到99％。